# Marija Burjak
Marija Burjak (ukrainisch Марія Буряк; englische Transkription Mariya Buryak; * 3. Juni 2001) ist eine ukrainische Sprinterin und Hürdenläuferin, die sich auf die 400-Meter-Distanz spezialisiert hat.

## Sportliche Karriere
Erste internationale Erfahrungen sammelte Marija Burjak im Jahr 2018, als sie bei den U18-Europameisterschaften in Győr mit 1:02,06 min in der Vorrunde im 400-Meter-Hürdenlauf ausschied und mit der ukrainischen Sprintstaffel (1000 Meter) in 2:11,04 min den fünften Platz belegte. Im Jahr darauf belegte sie bei den U20-Europameisterschaften in Borås in 58,49 s den siebten Platz über 400 m Hürden und gelangte mit der 4-mal-400-Meter-Staffel mit 3:41,13 min auf Rang acht. 2020 siegte sie bei den U20-Balkan-Hallenmeisterschaften in Istanbul in 55,19 s im 400-Meter-Lauf und im September siegte sie bei den Freiluft-U20-Balkan-Meisterschaften ebendort in 60,98 s über 400 m Hürden sowie in 3:43,53 min auch im Staffelbewerb. Im Jahr darauf schied sie bei den U23-Europameisterschaften in Tallinn mit 58,72 s im Halbfinale über 400 m Hürden aus und verpasste mit der Staffel mit 3:37,00 min den Finaleinzug. 2023 belegte sie bei den U23-Europameisterschaften in Espoo in 56,92 s den sechsten Platz im Hürdenlauf und gelangte mit der Staffel mit 3:36,60 min auf Rang acht. Anschließend siegte sie mit der Staffel in 3:31,88 min bei den Balkan-Meisterschaften in Kraljevo und sicherte sich über 400 m Hürden in 57,26 s die Silbermedaille hinter der Griechin Dimitra Gnafaki. 2024 kam sie bei den Balkan-Meisterschaften in Izmir im Hürdenlauf nicht ins Ziel und verteidigte mit der Staffel in 3:31,36 min ihren Titel. Kurz darauf schied sie bei den Europameisterschaften in Rom mit 58,40 s im Vorlauf über die Hürden aus.
2024 wurde Burjak ukrainische Hallenmeisterin im 200-Meter-Lauf.

## Persönliche Bestzeiten
- 400 Meter: 54,18 s, 3. Juli 2022 in Bertrix
  - 200 Meter (Halle): 24,28 s, 4. Februar 2024 in Kiew
  - 400 Meter (Halle): 55,02 s, 29. Januar 2022 in Kiew
- 400 m Hürden: 56,29 s, 30. Juli 2023 in Luzk